# Lancellotto Decio

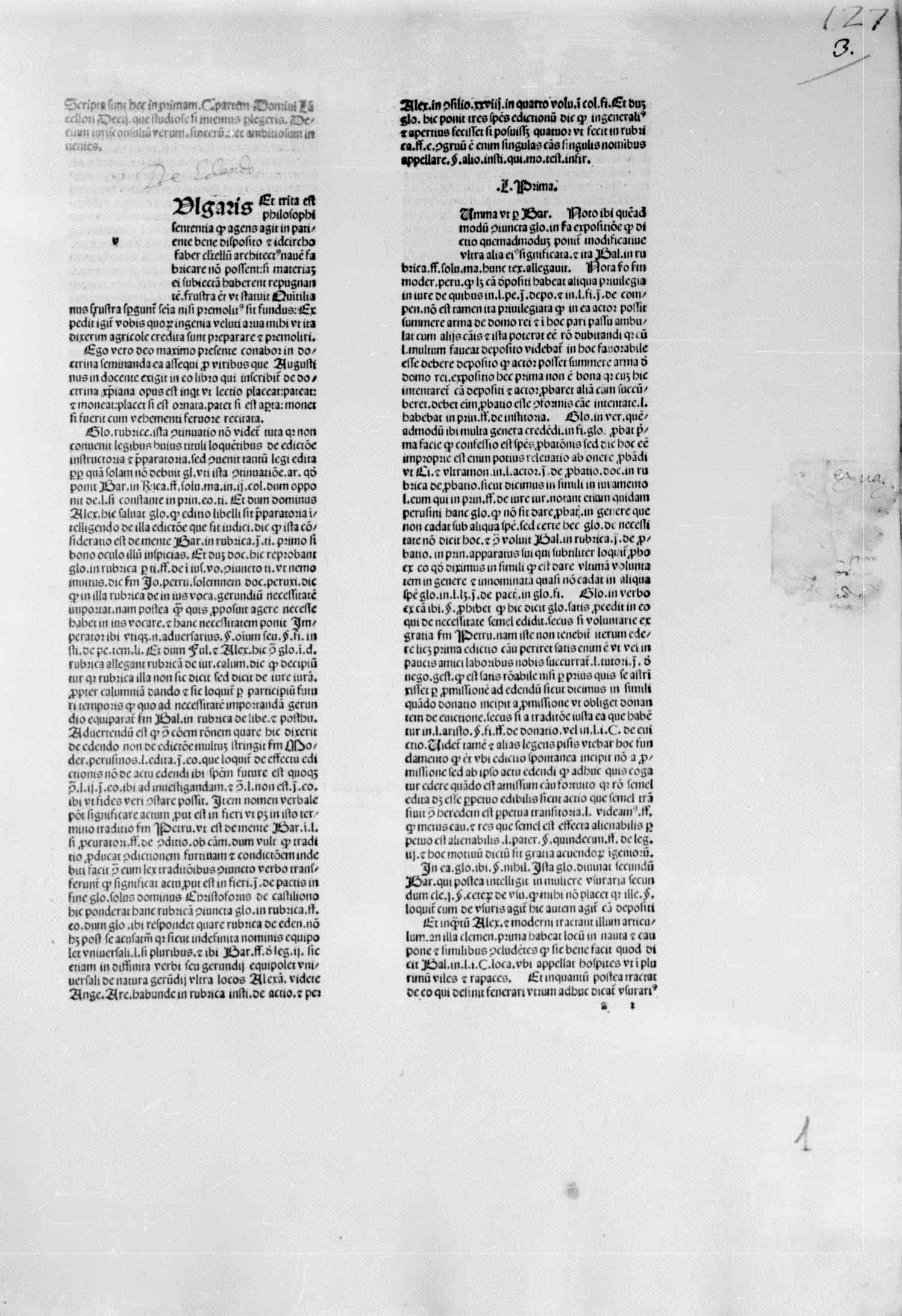
In primam Codicis partem, 1495

Lancellotto Decio (Milano, 1444 – Milano, 1500) è stato un giurista italiano del XV secolo, docente di Diritto civile nelle Università di Pavia e Pisa.

## Biografia
Nato da nobile famiglia a Milano nel 1444, era fratello maggiore del più celebre Filippo Decio, anch'egli giurista.

## Opere
- (LA) In primam Infortiati partem, Pavia, Cristoforo Cani, 1495.
- (LA) In secundam Infortiati partem, Pavia, Cristoforo Cani, 1496.
- (LA) In primam Codicis partem, Pavia, Cristoforo Cani, 1495.
- (LA) In secundam Codicis partem, Pavia, Cristoforo Cani, 1499.
- (LA) In primam Digesti veteris partem, Pavia, Cristoforo Cani, 1499.
- (LA) In secundam Digesti veteris partem, Pavia, Cristoforo Cani, 1499.